# Pedaria armata
Pedaria armata là một loài bọ cánh cứng trong họ Bọ hung (Scarabaeidae).